# دائوت-کایوپوو
دائوت-کایوپوو (انگلیسی: Daut-Kayupovo) یک شهرک در شهرستان کوگارچینسکی جمهوری باشقیرستان در کشور روسیه است.